# Paola Frassinetti (politica)
Paola Frassinetti (Genova, 2 maggio 1956) è una politica italiana.
Deputata alla Camera dal 23 marzo 2018 per Fratelli d'Italia, ruolo già ricoperto dal 28 aprile 2006 al 14 marzo 2013 per Alleanza Nazionale e Il Popolo della Libertà, dal 2 novembre 2022 è sottosegretaria di Stato al Ministero dell'istruzione e del merito nel governo Meloni.

## Biografia
Nata il 2 maggio 1956 a Genova, si trasferisce presto con la famiglia a Milano, dove consegue la maturità classica al liceo Giosuè Carducci e si laurea in giurisprudenza all'Università Cattolica del Sacro Cuore, ed esercita la professione di avvocato civilista.

## Attività politica

### Gli inizi nel MSI e AN
Inizia giovanissima la sua carriera politica, aderendo nel Fronte della Gioventù, l'organizzazione giovanile del Movimento Sociale Italiano - Destra Nazionale (MSI-DN), diventandone negli anni '70 la Responsabile del settore cultura, aderendo successivamente al MSI-DN.
Nel 1994 aderisce al progetto politico di Alleanza Nazionale, facendo sempre riferimento alla corrente Destra sociale.
Nel 1997 è eletta consigliere della provincia di Milano per Alleanza Nazionale, alle elezioni amministrative del 1999 è confermata consigliere provinciale e diventa vicepresidente vicario del Consiglio provinciale. Nel 2001 viene nominata assessore all'Istruzione e all'Edilizia Scolastica e ricopre la funzione di coordinatore degli Assessori all'Istruzione dell'Unione delle Province Lombarde, rimanendo in carica fino al 2004.
Alle elezioni amministrative del 2004 è rieletta consigliere provinciale di Milano, risultando la più votata nella lista di Alleanza Nazionale del suo collegio (Milano Centro Direzionale - Greco). Dopo la sconfitta della candidata del centro-destra Ombretta Colli, diventa capogruppo di AN nel consiglio provinciale.
Alle elezioni regionali in Lombardia del 2005 si candida tra le liste di AN, nella mozione del presidente uscente Roberto Formigoni, ma ottenendo solo 4.347 preferenze nella circoscrizione di Milano e non venendo eletta.

### Elezione a deputata
Alle elezioni politiche del 2006 viene candidata alla Camera dei deputati, tra le liste di Alleanza Nazionale nella circoscrizione Lombardia 1 in quarta posizione, venendo eletta deputata. Nella XV legislatura della Repubblica è stata componente dei seguenti organi parlamentari: giunta per le autorizzazioni, comitato permanente per i procedimenti di accusa, commissione giurisdizionale per il personale e 7ª Commissione Cultura, scienza e istruzione.
Alle successive elezioni politiche del 2008 viene rieletta, sempre nella circoscrizione Lombardia 1, alla Camera nelle liste del Popolo della Libertà (PdL), diventando poi vicepresidente della 7ª Commissione Cultura, scienza e istruzione e presidente della commissione giurisdizionale per il personale.

### Adesione a Fratelli d'Italia
A dicembre 2012 partecipa alla scissione del PdL guidata da Giorgia Meloni, Ignazio La Russa e Guido Crosetto e contribuisce alla fondazione di Fratelli d'Italia (FdI), con cui alle elezioni politiche del 2013 è stata ricandidata al Senato della Repubblica, tra le sue liste nelle circoscrizioni Veneto in seconda posizione e Lombardia in quinta posizione, ma risultando tuttavia non eletta poiché il partito non supera la soglia di sbarramento del 3% a livello regionale. Nel 2013 diventa il portavoce regionale di Fratelli d’Italia in Lombardia.
Alle elezioni amministrative del 2016 a Milano si candida al consiglio comunale di Milano, nelle liste di Fratelli d'Italia - Alleanza Nazionale a sostegno del candidato sindaco del centro-destra Stefano Parisi, ma, nonostante le 958 preferenze ottenute, non riesce ad essere eletta a causa dei bassi voti riscossi dal partito (2,42%) che non hanno permesso l'elezione di alcun candidato.
Alle elezioni politiche del 2018 viene candidata alla Camera dei deputati nel collegio uninominale Lombardia 1 - 04 (Seregno), sostenuta dalla coalizione di centro-destra in quota FdI, venendo rieletta e tornando deputata con il 49,2% dei voti e superando i candidati del Movimento 5 Stelle Davide Tripiedi (23,41%) e del centro-sinistra Maria Antonia Molteni (21,88%).
È responsabile Istruzione di Fratelli d’Italia.

### Sottosegretario all’istruzione e merito
Alle elezioni politiche anticipate del 2022 viene ricandidata alla Camera per Fratelli d'Italia sia nel collegio uninominale Lombardia 1 - 01 (Monza), sostenuta dalla coalizione di centro-destra in quota FdI, che nei collegi plurinominali Lombardia 3 - 02 come capolista, Lombardia 1 - 02 e Sardegna - 01 in seconda posizione, venendo rieletta deputata nell'uninominale con il 46,46% dei voti e sopravanzando il principale candidato del centro-sinistra Giovanna Amodio (29,22%).
Con la vittoria del centro-destra alle politiche del 2022 e la seguente nascita del governo presieduto da Giorgia Meloni, il 31 ottobre 2022 viene indicata dal Consiglio dei Ministri come sottosegretario di Stato al Ministero dell'istruzione nel governo Meloni appena rinominato "Ministero dell'istruzione e del merito", entrando in carica dal 2 novembre e affiancando il ministro Giuseppe Valditara.

## Altri incarichi
Nel 1996 fonda, insieme a Gianni Alemanno, l'associazione culturale "Area" che si prefigge il compito di diffondere le tematiche identitarie e sociali della destra italiana.